# Kleine Fatra
De Kleine Fatra (Slowaaks: Malá Fatra) is een gebergte in noordwest Slowakije, ten westen van het Grote Fatra. Het vormt een deel van de Karpaten. Het gebergte bestaat uit twee bergkammen, de Lúčanská Malá Fatra aan de zuidzijde en de Krivánska Malá Fatra aan de noordzijde. Tussen de kammen loopt de rivier de Váh. Het hele berggebied valt onder het Nationaal Park Malá Fatra.
De bergrug is kleiner dan de Grote Fatra, maar ook hoger. De hoogste top, de Veľký Kriváň ligt op 1.709 m. Andere toppen zijn de Veľký Rozsutec (1.610 m) en de Veľký Lůká (1.476 m). Over de beide bergkammen loopt de Europese wandelroute E3 die Spanje verbindt met de Zwarte Zee.
Het gebergte, vooral het deel ten noorden van de Váh staat tevens bekend als een skigebied.